# Jacek Woźniakowski
Jacek Wojciech Woźniakowski (ur. 23 kwietnia 1920 w Biórkowie, zm. 29 listopada 2012 w Warszawie) – polski historyk sztuki, pisarz, eseista, publicysta, dziennikarz, edytor, wydawca, tłumacz literatury pięknej, prezydent Krakowa w latach 1990–1991, profesor Katolickiego Uniwersytetu Lubelskiego.

## Rodzina
Prawnuk Henryka Rodakowskiego, wnuk Jana Gwalberta Pawlikowskiego, przyrodni brat prof. filozofii Karola Tarnowskiego, ojciec m.in. Henryka Woźniakowskiego (zastępcy rzecznika prasowego rządu Tadeusza Mazowieckiego, prezesa wydawnictwa „Znak” w Krakowie), oraz Róży Thun (posłanki do Parlamentu Europejskiego).

## Wywód genealogiczny
| 4. Marcjan Woźniakowski     |  |                             |  |  |                       |
|                             |  | 2. Henryk Woźniakowski      |  |  |                       |
| 5. Maria Rodakowska         |  |                             |  |  |                       |
|                             |  |                             |  |  | 1. Jacek Woźniakowski |
| 6. Jan Gwalbert Pawlikowski |  |                             |  |  |                       |
|                             |  | 3. Janina Wanda Pawlikowska |  |  |                       |
| 7. Wanda Abramowicz         |  |                             |  |  |                       |
|                             |  |                             |  |  |                       |

## Życiorys

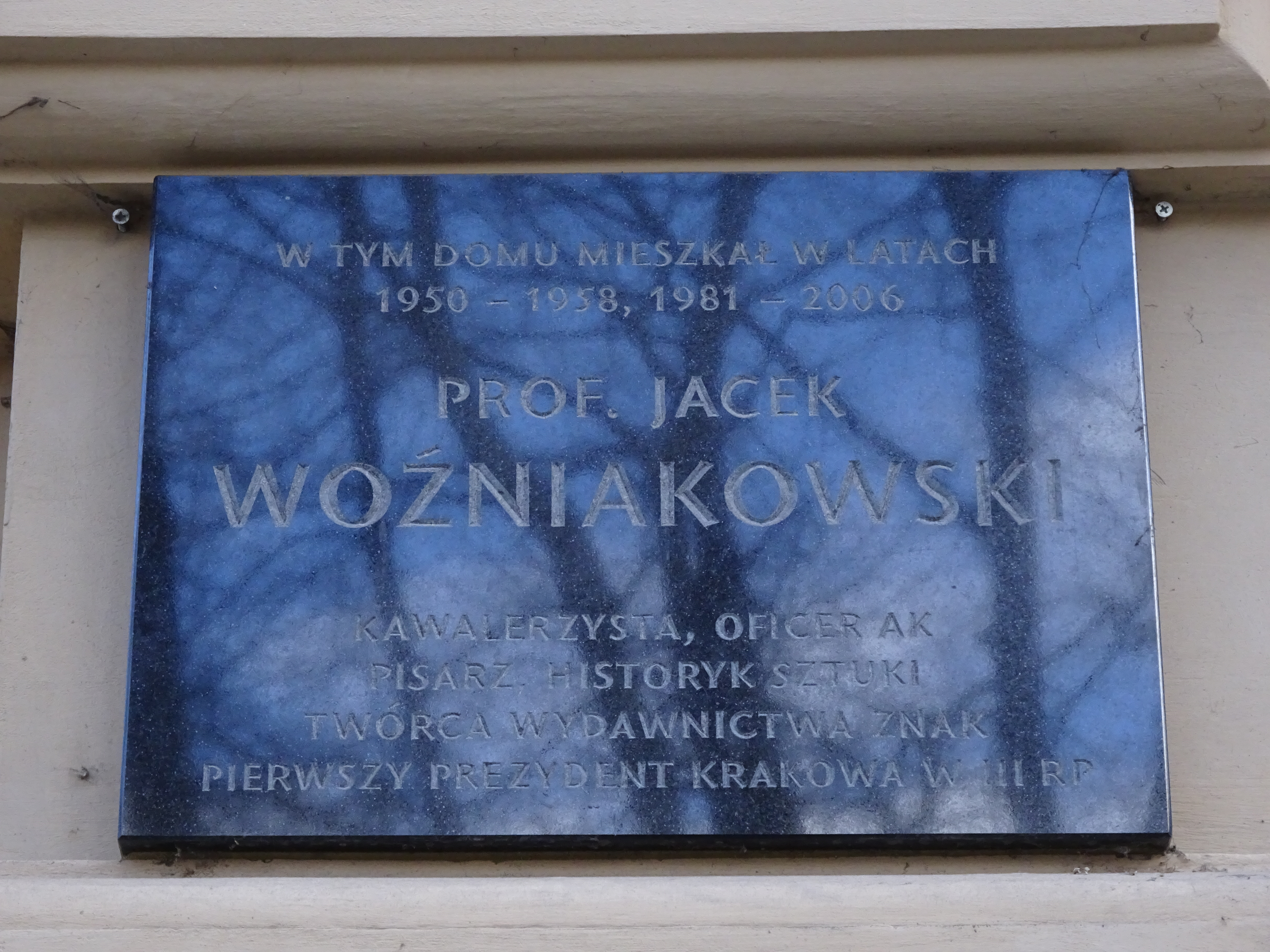
Tablica na kamienicy przy ul. Pijarskiej 5 w Krakowie, upamiętniająca zamieszkiwanie owej kamienicy przez Jacka Woźniakowskiego w latach 1950–1958 oraz 1981–2006

Uczeń szkoły francuskiej w szwajcarskim Fryburgu oraz Gimnazjum Sanatoryjnego Męskiego Dra Jana Wieczorkowskiego w Rabce. Maturę uzyskał w 1938 roku. Redaktor szkolnego czasopisma „Szczebioty” (1935–1938), m.in. wspólnie z późniejszym pisarzem i reporterem Lucjanem Konem-Wolanowskim. Ukończył następnie Szkołę Podchorążych Rezerwy Kawalerii w Grudziądzu i odbył praktykę wojskową w 8. Pułku Ułanów (1938–1939). Studiował filologię polską i filozofię na Uniwersytecie Jagiellońskim, pracę magisterską obronił w 1951 roku.
W czasie kampanii wrześniowej został ciężko ranny. Był konspiratorem w „Tarczy”, później adiutantem komendanta mieleckiego obwodu AK. Po zakończeniu II wojny światowej został dziennikarzem. Od 1948 roku pracował w „Tygodniku Powszechnym”. Był także kierownikiem zespołu tłumaczy brytyjskiego tygodnika Foreign Office „Głos Anglii” (1946–1948). Od 1948 do 1953 roku był sekretarzem redakcji „Tygodnika Powszechnego”. W 1953 roku został wykładowcą Katolickiego Uniwersytetu Lubelskiego, w latach 1980–1990 był profesorem tej uczelni. Redaktor naczelny miesięcznika „Znak” (1957–1959), założyciel i redaktor naczelny Wydawnictwa „Znak” (1959–1990). Był korespondentem „Tygodnika Powszechnego” na trzeciej Sesji Soboru Watykańskiego II.
Współkonsultant wystawy Romantyzm i romantyczność w sztuce polskiej (Warszawa 1975). Od 1976 roku był członkiem Kolegium Redakcyjnego rocznika PTTK „Wierchy”. Współkomisarz poznańskiej wystawy pt. Kolor w malarstwie polskim (1978). W 1978 podpisał deklarację założycielską Towarzystwa Kursów Naukowych i był następnie członkiem jego rady programowej. W latach 1981–1982 wykładał na Uniwersytecie w Toulouse – le Mirail (Francja). Członek Komitetu Obywatelskiego przy Przewodniczącym NSZZ „Solidarność” (1988), uczestnik obrad „Okrągłego Stołu” (1989). Został pierwszym prezydentem Krakowa wybranym przez Radę Miasta po wyborach samorządowych (w latach 1990–1991). W latach (1999–2000) był wykładowcą Katedry Historii i Kultury Polskiej na Uniwersytecie Hebrajskim w Jerozolimie. Publikował cyklicznie swoje wspomnienia (pn. Wspominki i Wypominki) w Zeszytach Literackich.

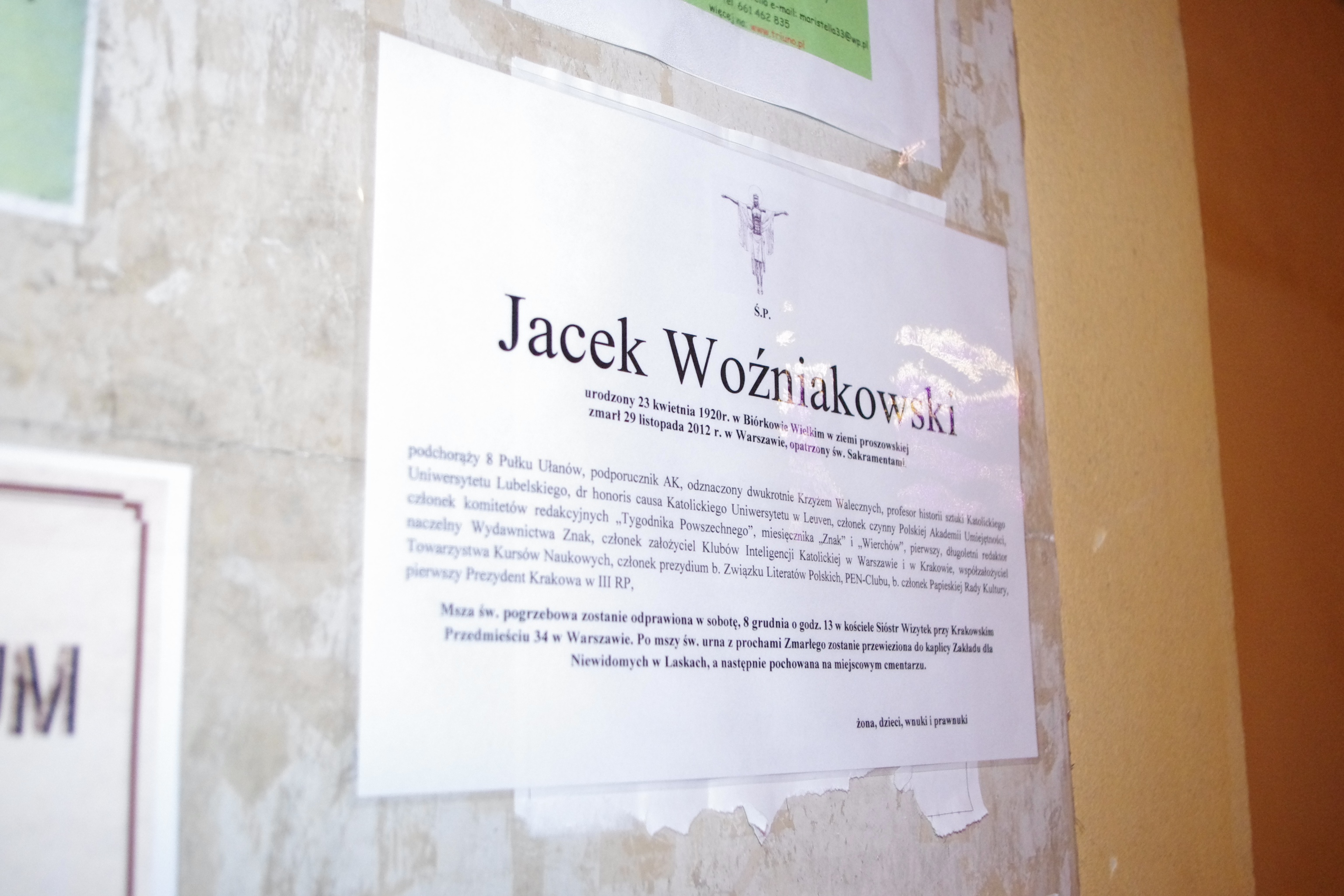
Nekrolog Jacka Woźniakowskiego (1920-2012) przy wejściu do Kościoła św. Marcina przy ul. Piwnej w Warszawie

Był członkiem Związku Literatów Polskich (1956–1983, w tym członkiem Zarządu Głównego 1978–1983 oraz Prezydium Zarządu Głównego 1980–1983). Członek Polskiego PEN Clubu, Międzynarodowego Stowarzyszenia Krytyków Sztuki AICA (od 1960). Członek Założyciel Klubów Inteligencji Katolickiej w Krakowie i Warszawie. Członek Papieskiej Rady ds. Kultury, Członek czynny Polskiej Akademii Umiejętności PAU (od 2000); prezes Fundacji Kościelskich (od 1994); Fundator, członek Rady Fundacji Edukacja dla Demokracji, zasiadał też w Radzie Fundatorów Fundacji Rozwoju Demokracji Lokalnej. Członek I kadencji Rady Języka Polskiego (1996–1999), Instytutu Europy Środkowo-Wschodniej (Lublin). Członek Rady Patronackiej Wyższej Szkoły Europejskiej im. ks. Józefa Tischnera w Krakowie. Wiceprzewodniczący Polskiego Komitetu ds. UNESCO. Przewodniczący Rady Fundatorów Międzynarodowego Centrum Kultury w Krakowie (od 1991). Członek Akademii Europejskiej w Krakowie. Współzałożyciel Fundacji Judaica.
Zmarł w Warszawie w wieku 92 lat. Został pochowany 8 grudnia 2012 na cmentarzu leśnym w Laskach.

## Ordery, odznaczenia i nagrody
Otrzymał Nagrodę Polskiego PEN Clubu im. Mieczysława B. Lepeckiego (1974) za Zapiski kanadyjskie, Nagrodę Polskiego PEN Clubu im. Mieczysława Pruszyńskiego, Złoty Krzyż Zasługi (1974), Nagrodę Fundacji Alfreda Jurzykowskiego w Nowym Jorku (1976) i Krzyż Oficerski Orderu Odrodzenia Polski (1990).
Francuskie władze nadały mu Krzyż Kawalerski (1995), a później także Krzyż Oficerski Orderu Legii Honorowej (2002).
5 października 2005 roku, podczas uroczystości w krakowskim magistracie został uhonorowany przez ministra kultury Waldemara Dąbrowskiego Złotym Medalem „Zasłużony Kulturze Gloria Artis”. Doktor honoris causa Katholieke Universiteit w Leuven (Belgia). Za książkę Ze wspomnień szczęściarza otrzymał w grudniu 2008 roku Nagrodę Krakowska Książka Miesiąca.
Postanowieniem z 24 października 2006 roku został przez prezydenta Lecha Kaczyńskiego za wybitne zasługi dla rozwoju polskiej demokracji, za działalność na rzecz dialogu i dobra wspólnego odznaczony Krzyżem Komandorskim Orderu Odrodzenia Polski.

## Twórczość
- Zapiski z Kampanii Wrześniowej (Znak 1959; nadbitka z miesięcznika „Znak”)
- Laik w Rzymie i Bombaju (Znak 1965)
- Zapiski kanadyjskie (Iskry 1973, 1976; Nagroda Polskiego PEN Clubu 1973)
- Co się dzieje ze sztuką? (PIW 1974)
- Góry niewzruszone (Czytelnik 1974, Znak 1995; nagroda rektora KUL 1975; tłum. niemieckie, Die Wildnis, Suhrkamp Verlag 1987)
- Tatry w poezji i sztuce polskiej. Poeci, wiersze i obrazy (wespół z Michałem Jagiełłą; Wydawnictwo Literackie 1975)
- Czy artyście wolno się żenić? (PIW 1978)
- Świeccy (Znak 1987)
- Czy kultura jest do zbawienia koniecznie potrzebna? (Znak 1988)
- Ze wspomnień szczęściarza (Znak 2008, ISBN 978-83-240-1015-8)

## Tłumaczenia (wybór)
- Graham Greene, Sedno sprawy (PIW 1958, liczne wznowienia)
- Graham Greene, Spokojny Amerykanin (liczne wydania)
- Werner Heisenberg, Od Platona do Plancka. Problemy filozoficzne fizyki atomowej („Znak”, nr 1/67)
- Johan Huizinga, Patriotyzm i nacjonalizm w dziejach Europy („Znak”, nr 6/132)
- Susanne K. Langer, Zasady sztuki, zasady twórczości („Znak”, nr 7-8/61-62)
- Clive S. Levis, O wierze upartej („Znak”, nr 1/79)
- William F. Lynch SJ, O szacunku dla rzeczywistości („Znak”, nr 7-8/109-110)

## Inne (wybór)
- Pastorałki Tytusa Czyżewskiego z drzeworytami Tadeusza Makowskiego (druk bibliofilski, reprint wydania Polskiego Towarzystwa Przyjaciół Książki, Paryż 1925; autor posłowia; Znak 1982)
- Dennis Chamberlin, Między wami Polakami (autor wstępu; Znak 1992)
- Arka Noego (autor posłowia; Znak 1994)